# Domowina

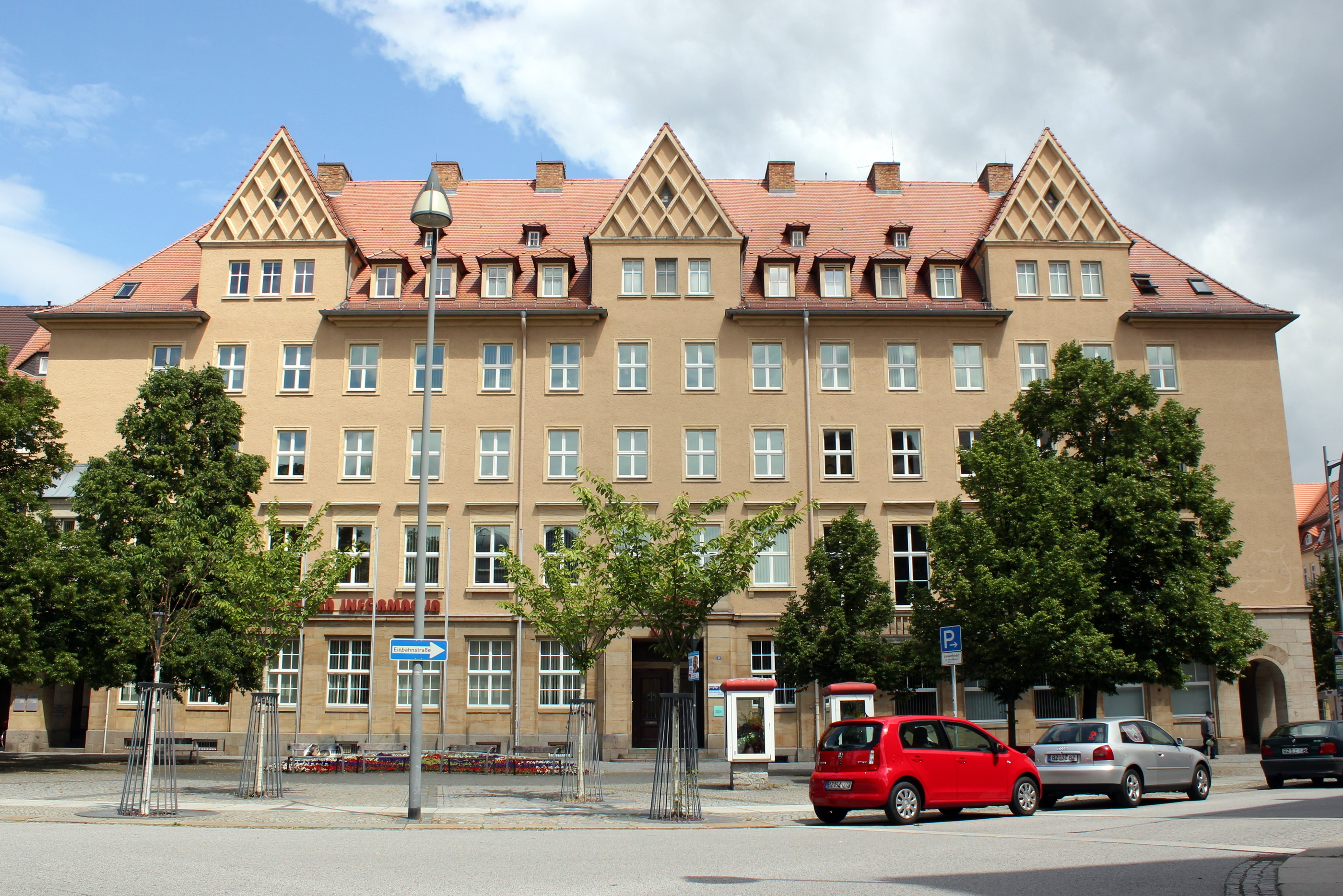
Serbski dom (Casa sorabilor) - sediul organizației Domowina din Bautzen

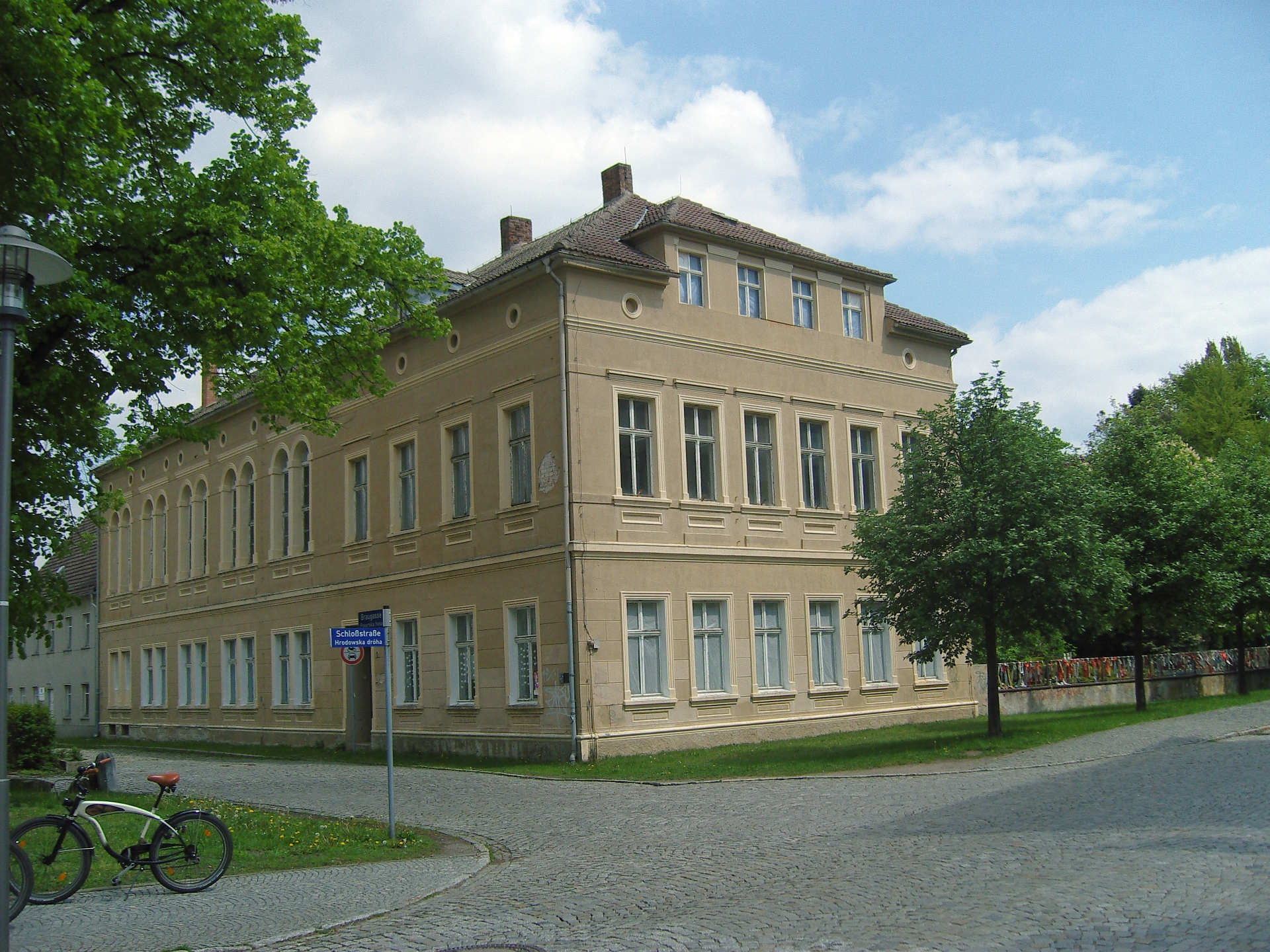
Fostă sală de bal și centru comunitar din Hoyerswerda, acum fundația Domowina

Domowina (în sorabă: „Acasă”) este o ligă politică independentă a sorabilor și organizația umbrelă a societăților sorabe din Luzacia Inferioară și Superioară, Germania. Reprezintă interesele sorabilor sau ale wenzilor și este succesorul continuu al organizației anterioare Liga Domowina a sorabilor din Luzacia (în germană Domowina Bund Lausitzer Sorben, în limbile sorabe: Zwjazk Łužiskich Serbow, în soraba de jos: Zwězk Łužyskich Serbow). Sediul ligii este în Casa sorabilor din Bautzen.
Scopul acesteia este de a reprezenta interesele politice și culturale ale celor aproximativ 60.000 de sorabi sau wenzi, care locuiesc în cea mai mare parte în statele federale Saxonia și Brandenburg, la nivel regional, de stat și federal și de a păstra și cultiva limba și cultura sorabă.

## Nume
Cuvântul sorab Domowina este o expresie poetică pentru acasă. Numele a fost sugerat de unul dintre principalii inițiatori ai fundației, pastorul districtului Nochten de atunci și vicepreședintele ei de lungă durată Bogumił Šwjela⁠(d).

## Istorie
Instituția Domowina, fondată în Hoyerswerda în 1912, este situată în Bautzen (Budyšin) în Saxonia, alături de alte instituții culturale ale sorabilor.
Domowina a fost închisă de autoritățile naziste în 1937 și a fost redeschisă la 10 mai 1945, imediat după sfârșitul celui de-al doilea război mondial și și-a recâștigat statutul său oficial în Republica Democrată Germană.
Consiliul național al ligii Domowina și-a ales sigla în ședința sa din 25 august 1949. Din cele 20 de propuneri depuse, alegerea unanimă a fost cea a pictorului și graficianului sorab Hanka Krawcec (Hannah Schneider; 1901-1990). „Simbolul Domowina are trei frunze de tei de culoare argintiu pe un fundal roșu, care cresc dintr-un trunchi de copac cu opt rădăcini.” Un trunchi rupt, dar încă înrădăcinat ferm, din care încolțește frunze noi - un simbol pentru poporul sorab, slăbit de nazism, dar care și-a recâștigat forța.
În perioada est-germană, Domowina a fost o organizație de masă care era inclusă în Frontul Național și era controlată efectiv de Partidul Unității Socialiste din Germania (în germană: Sozialistische Einheitspartei Deutschlands, SED). Cu toate că guvernul a recunoscut sorabii ca o comunitate lingvistică în Republica Democrată Germană, aceștia nu au fost recunoscuți ca minoritate, ceea ce a fost contrar cerințelor ligii Domowina. După căderea comunismului în Germania de Est și reunificarea Germaniei, Domowina a fost reformată din nou, de această dată ca organizație independentă. Este membră a Uniunii Federale a Naționalităților Europene.

## Președinți
| Perioadă  | Președinte      |
| --------- | --------------- |
| 1912-1927 | Arnošt Bart     |
| 1927-1930 | Jakub Šewčik    |
| 1930-1933 | Jan Křižan      |
| 1933-1950 | Pawoł Nedo      |
| 1951-1973 | Kurt Krjeńc     |
| 1964-1990 | Jurij Grós      |
| 1990-1991 | Bjarnat Cyž     |
| 1991-1992 | Jan Pawoł Nagel |
| 1993-2000 | Jakub Brankačk  |
| 2000-2011 | Jan Nuk         |
| din 2011  | David Statnik   |